# Condado de Albany (Wyoming)
El condado de Albany es un condado del estado de Wyoming, Estados Unidos. Tiene una población estimada, a mediados de 2023, de 38 257 habitantes.
La sede del condado es Laramie.

## Geografía
Según la Oficina del Censo, el condado tiene una superficie total de 11 160 km², de los cuales 10 070 km² corresponden a tierra firme y 90 km² están cubiertos de agua.

### Condados adyacentes
- Condado de Converse - norte
- Condado de Platte - noreste
- Condado de Laramie - este
- Condado de Larimer, Colorado - sur
- Condado de Jackson, Colorado - suroeste
- Condado de Carbon - oeste
- Condado de Natrona - noroeste

### Carreteras
- Interestatal 80
- U.S. Highway 30
- U.S. Highway 287

## Demografía
Según la estimación 2018-2022 de la Oficina del Censo, los ingresos medios de los hogares del condado son de $55,887 y los ingresos medios de las familias son de $92,023. Los ingresos per cápita en los últimos doce meses, medidos en dólares de 2022, son de $34,969. Alrededor del 23.0% de la población está por debajo de la línea de pobreza nacional.

## Localidades

### Ciudades
- Laramie

### Pueblos
- Rock River

### Lugares designados por el censo (census-designated places,CDP)
- Albany
- Centennial
- Fox Park
- Woods Landing-Jelm

### Otras localidades
- Bosler
- Buford
- Garrett
- Tie Siding